# Championnats du monde de gymnastique artistique 2019
Navigation
Édition précédente Édition suivante
Les championnats du monde de gymnastique artistique 2019, quarante-neuvième édition des championnats du monde de gymnastique artistique, ont lieu du 4 au 13 octobre 2019 dans la Hanns-Martin-Schleyer-Halle de Stuttgart, en Allemagne.

## Participants
Au total, 93 nations participent à ces championnats du monde de gymnastique artistique 2019. Les 24 meilleures nations se qualifieront pour les Jeux olympiques d'été de 2020.
C'est 572 gymnastes qui participent à ces championnats du monde de gymnastique artistique 2019 dont 297 gymnastes masculins et 275 gymnastes féminines.
| Afrique                                                                                 | Amérique | Asie | Europe | Océanie                                 |
| --------------------------------------------------------------------------------------- | --- | --- | --- | --------------------------------------- |
| - Afrique du Sud (3) - Algérie (4) - Égypte (8) - Maroc (2) - Nigeria (5) - Tunisie (3) | - Argentine (8) - Bolivie (2) - Brésil (10) - Canada (10) - Chili (4) - Colombie (5) - Costa Rica (4) - Cuba (4) - Équateur (3) - États-Unis (11) - Guatemala (5) - Îles Caïmans (1) - Jamaïque (6) - Mexique (8) - Panama (2) - Pérou (6) - Porto Rico (6) - République dominicaine (4) - Salvador (1) - Trinité-et-Tobago (1) - Uruguay (3) - Venezuela (3) | - Chine (12) - Corée du Nord (5) - Corée du Sud (10) - Hong Kong (6) - Inde (6) - Indonésie (2) - Iran (2) - Israël (6) - Japon (10) - Jordanie (3) - Kazakhstan (5) - Koweït (3) - Malaisie (4) - Mongolie (1) - Philippines (1) - Qatar (3) - Singapour (1) - Sri Lanka (1) - Syrie (1) - Taipei chinois (8) - Thaïlande (2) - Ouzbékistan (6) - Viêt Nam (6) | - Albanie (1) - Allemagne (10) - Arménie (4) - Autriche (6) - Azerbaïdjan (4) - Bulgarie (3) - Belgique (10) - Biélorussie (8) - Chypre (5) - Croatie (4) - Danemark (6) - Espagne (10) - Finlande (9) - France (10) - Géorgie (4) - Grèce (6) - Hongrie (12) - Irlande (5) - Islande (5) - Italie (10) - Lettonie (6) - Lituanie (5) - Luxembourg (1) - Norvège (8) - Monaco (1) - Pays-Bas (10) - Pologne (4) - Portugal (5) - République tchèque (8) - Roumanie (10) - Royaume-Uni (10) - Russie (10) - Serbie (5) - Slovaquie (3) - Slovénie (6) - Suède (5) - Suisse (10) - Turquie (8) - Ukraine (10) | - Australie (10) - Nouvelle-Zélande (5) |

## Programme
Les qualifications femmes ont lieu les 4 et 5 octobre 2019 de 9h00 à 22h00 (heure française). Les qualifications hommes ont quant à elles lieu les 6 et 7 octobre 2019 de 9h00 à 22h00 (heure française).
Les concours et finales s'organisent de la manière suivante :
| Date                | Date                 | 8 octobre   | 9 octobre   | 10 octobre  | 11 octobre  | 12 octobre  | 13 octobre  |
| Epreuves            | Epreuves             | 8 octobre   | 9 octobre   | 10 octobre  | 11 octobre  | 12 octobre  | 13 octobre  |
| ------------------- | -------------------- | ----------- | ----------- | ----------- | ----------- | ----------- | ----------- |
| Épreuves masculines | Concours par équipes |             | 13h45-17h00 |             |             |             |             |
| Épreuves masculines | Concours individuel  |             |             |             | 16h00-19h25 |             |             |
| Épreuves masculines | Anneaux              |             |             |             |             | 19h00-20h00 |             |
| Épreuves masculines | Arçons               |             |             |             |             | 17h30-18h30 |             |
| Épreuves masculines | Barre fixe           |             |             |             |             |             | 16h00-17h00 |
| Épreuves masculines | Barres parallèles    |             |             |             |             |             | 14h30-15h30 |
| Épreuves masculines | Saut                 |             |             |             |             |             | 13h00-14h00 |
| Épreuves masculines | Sol                  |             |             |             |             | 16h00-17h00 |             |
| Épreuves féminines  | Concours par équipes | 14h30-17h05 |             |             |             |             |             |
| Épreuves féminines  | Concours individuel  |             |             | 16h00-18h45 |             |             |             |
| Épreuves féminines  | Barres asymétriques  |             |             |             |             | 18h30-19h30 |             |
| Épreuves féminines  | Poutre               |             |             |             |             |             | 13h30-14h30 |
| Épreuves féminines  | Saut                 |             |             |             |             | 16h30-17h30 |             |
| Épreuves féminines  | Sol                  |             |             |             |             |             | 15h30-16h30 |

Ce programme est indiqué en heure française et est susceptible d'être modifié.

## Tableau des médailles
| Épreuve                                          | Or              | Argent          | Bronze             |
| ------------------------------------------------ | --------------- | --------------- | ------------------ |
| Hommes                                           |                 |                 |                    |
| Concours général par équipes résultats détaillés | Russie          | Chine           | Japon              |
| Concours général individuel résultats détaillés  | Nikita Nagornyy | Artur Dalaloyan | Oleh Vernyayev     |
| Anneaux résultats détaillés                      | İbrahim Çolak   | Marco Lodadio   | Samir Aït Saïd     |
| Arçons résultats détaillés                       | Max Whitlock    | Lee Chih-kai    | Rhys McClenaghan   |
| Barre fixe résultats détaillés                   | Arthur Mariano  | Tin Srbić       | Artur Dalaloyan    |
| Barres parallèles résultats détaillés            | Joe Fraser      | Ahmet Önder     | Kazuma Kaya        |
| Saut résultats détaillés                         | Nikita Nagornyy | Artur Dalaloyan | Ihor Radivilov     |
| Sol résultats détaillés                          | Carlos Yulo     | Artem Dolgopyat | Xiao Ruoteng       |
| Femmes                                           |                 |                 |                    |
| Concours général par équipes résultats détaillés | États-Unis      | Russie          | Italie             |
| Concours général individuel résultats détaillés  | Simone Biles    | Tang Xijing     | Angelina Melnikova |
| Barres asymétriques résultats détaillés          | Nina Derwael    | Becky Downie    | Sunisa Lee         |
| Poutre résultats détaillés                       | Simone Biles    | Liu Tingting    | Li Shijia          |
| Saut résultats détaillés                         | Simone Biles    | Jade Carey      | Ellie Downie       |
| Sol résultats détaillés                          | Simone Biles    | Sunisa Lee      | Angelina Melnikova |

| Rang | Nation          | Or | Argent | Bronze | Total |
| ---- | --------------- | -- | ------ | ------ | ----- |
| 1    | États-Unis      | 5  | 2      | 1      | 8     |
| 2    | Russie          | 3  | 3      | 3      | 9     |
| 3    | Grande-Bretagne | 2  | 1      | 1      | 4     |
| 4    | Turquie         | 1  | 1      | 0      | 2     |
| 5    | Belgique        | 1  | 0      | 0      | 1     |
| 5    | Brésil          | 1  | 0      | 0      | 1     |
| 5    | Philippines     | 1  | 0      | 0      | 1     |
| 8    | Chine           | 0  | 3      | 2      | 5     |
| 9    | Italie          | 0  | 1      | 1      | 2     |
| 10   | Croatie         | 0  | 1      | 0      | 1     |
| 10   | Israël          | 0  | 1      | 0      | 1     |
| 10   | Taipei chinois  | 0  | 1      | 0      | 1     |
| 13   | Japon           | 0  | 0      | 2      | 2     |
| 13   | Ukraine         | 0  | 0      | 2      | 2     |
| 15   | France          | 0  | 0      | 1      | 1     |
| 15   | Irlande         | 0  | 0      | 1      | 1     |

## Résultats détaillés

### Hommes

#### Concours général par équipes
Sur les 25 équipes ayant participé aux qualifications, seuls les 8 premières sont qualifiées pour la finale.
| Rang               | Équipe               | Sol    | Cheval d'arçon | Anneaux | Saut   | Barres parallèles | Barre fixe | Total   |
| ------------------ | -------------------- | ------ | -------------- | ------- | ------ | ----------------- | ---------- | ------- |
| Médaille d'or      | Russie               | 43,833 | 41,832         | 43,732  | 44,432 | 44,399            | 43,498     | 261,726 |
| Médaille d'or      | Nikita Nagornyy      | 14,900 | 14,166         | 14,533  | 15,066 | 15,300            | 14,466     | 261,726 |
| Médaille d'or      | Artur Dalaloyan      | 14,633 | -              | 14,666  | 14,966 | 13,966            | 14,366     | 261,726 |
| Médaille d'or      | David Belyavskiy     | -      | 14,000         | -       | -      | 15,133            | -          | 261,726 |
| Médaille d'or      | Ivan Stretovich      | 14,300 | 13,666         | -       | 14,400 | -                 | 14,666     | 261,726 |
| Médaille d'or      | Denis Ablyazin       | -      | -              | 14,533  | -      | -                 | -          | 261,726 |
| Médaille d'argent  | Chine                | 43,333 | 43,783         | 43,366  | 43,999 | 45,141            | 41,107     | 260,729 |
| Médaille d'argent  | Deng Shudi           | 14,100 | -              | 14,533  | 14,866 | -                 | 13,841     | 260,729 |
| Médaille d'argent  | Lin Chaopan          | 14,200 | -              | -       | -      | 14,658            | 14,500     | 260,729 |
| Médaille d'argent  | Sun Wei              | -      | 14,200         | 14,333  | 14,800 | -                 | 12,766     | 260,729 |
| Médaille d'argent  | Xiao Ruoteng         | 15,033 | 14,900         | -       | 14,333 | 14,100            | -          | 260,729 |
| Médaille d'argent  | Zou Jingyuan         | -      | 14,683         | 14,500  | -      | 16,383            |            | 260,729 |
| Médaille de bronze | Japon                | 41,965 | 43,399         | 43,432  | 43,874 | 43,332            | 42,157     | 258,159 |
| Médaille de bronze | Daiki Hashimoto      | 13,533 | 14,466         | -       | 14,900 | -                 | 14,066     | 258,159 |
| Médaille de bronze | Yuya Kamoto          | -      | -              | 14,766  | -      | 14,133            | 13,866     | 258,159 |
| Médaille de bronze | Kazuma Kaya          | 14,366 | 14,400         | 14,366  | 14,141 | 14,833            | 14,225     | 258,159 |
| Médaille de bronze | Kakeru Tanigawa      | 14,066 | 14,533         | -       | -      | 14,366            | -          | 258,159 |
| Médaille de bronze | Wataru Tanigawa      | -      | -              | 14,300  | 14,833 | -                 | -          | 258,159 |
| 4                  | États-Unis           | 43,332 | 40,799         | 41,966  | 42,700 | 43,566            | 42,215     | 254,578 |
| 4                  | Trevor Howard        | -      | -              | 13,900  | -      | -                 | -          | 254,578 |
| 4                  | Sam Mikulak          | 14,666 | 13,966         | 14,233  | 14,200 | 15,200            | 14,666     | 254,578 |
| 4                  | Akash Modi           | -      | 13,900         | -       | 14,200 | 14,266            | 14,016     | 254,578 |
| 4                  | Yul Moldauer         | 14,400 | 12,933         | 13,833  | 14,300 | 14,100            | -          | 254,578 |
| 4                  | Shane Wiskus         | 14,266 | -              | -       | -      | -                 | 13,533     | 254,578 |
| 5                  | Royaume-Uni          | 41,866 | 41,233         | 41,999  | 43,899 | 42,966            | 39,648     | 251,611 |
| 5                  | Dominick Cunningham  | 14,466 | -              | 13,700  | 14,400 | -                 | -          | 251,611 |
| 5                  | Joe Fraser           | -      | 13,800         | 14,333  | -      | 14,833            | 12,666     | 251,611 |
| 5                  | James Hall           | 14,200 | 13,300         | 13,966  | 14,666 | 14,200            | 13,916     | 251,611 |
| 5                  | Giarnni Regini-Moran | 13,200 | -              | -       | 14,833 | 13,933            | -          | 251,611 |
| 5                  | Max Whitlock         | -      | 14,133         | -       | -      | -                 | 13,066     | 251,611 |
| 6                  | Taipei chinois       | 41,432 | 42,900         | 41,365  | 41,165 | 40,266            | 41,115     | 248,243 |
| 6                  | Hsu Ping Chien       | -      | 13,400         | -       | 13,666 | -                 | 13,033     | 248,243 |
| 6                  | Lee Chih-kai         | 14,133 | 15,000         | 13,366  | 14,366 | 13,733            | 13,166     | 248,243 |
| 6                  | Shiao Yu-Jan         | 13,166 | 14,500         | -       | -      | -                 | -          | 248,243 |
| 6                  | Tang Chia-hung       | 14,133 | -              | 13,866  | 13,133 | 13,533            | 14,916     | 248,243 |
| 6                  | Yu Chao Wei          | -      | -              | 14,133  | -      | 13,000            | -          | 248,243 |
| 7                  | Suisse               | 42,666 | 39,841         | 40,699  | 41,666 | 42,233            | 39,933     | 247,038 |
| 7                  | Christian Baumann    | -      | 12,233         | 13,633  | -      | 13,900            | -          | 247,038 |
| 7                  | Pablo Brägger        | 14,100 | -              | -       | 13,100 | 13,833            | 13,000     | 247,038 |
| 7                  | Benjamin Gischard    | 14,300 | 13,800         | 13,200  | 14,266 | -                 | -          | 247,038 |
| 7                  | Oliver Hegi          | -      | 13,808         | -       | 14,300 | -                 | 14,600     | 247,038 |
| 7                  | Eddy Yusof           | 14,266 | -              | 13,866  | -      | 14,500            | 12,333     | 247,038 |
| 8                  | Ukraine              | 41,265 | 39,633         | 41,265  | 42,299 | 42,232            | 39,899     | 246,593 |
| 8                  | Vladyslav Hryko      | 13,633 | 11,800         | 12,966  | 13,666 | 13,800            | 13,466     | 246,593 |
| 8                  | Petro Pakhnyuk       | -      | -              | -       | -      | 14,466            | 13,633     | 246,593 |
| 8                  | Ihor Radivilov       | 13,666 | -              | 14,566  | 14,733 | -                 | -          | 246,593 |
| 8                  | Oleh Vernyayev       | -      | 14,500         | -       | -      | -                 | -          | 246,593 |
| 8                  | Yevgen Yudenkov      | 13,966 | 13,333         | 13,733  | 13,900 | 13,966            | 12,800     | 246,593 |

#### Concours général individuel
Sur les 156 gymnastes ayant participé aux qualifications, seuls les 24 premiers sont qualifiés pour la finale. Néanmoins, comme chaque pays ne peut présenter que deux athlètes en finale ;  Ivan Stretovich (), dixième des qualifications ; Deng Shudi (), quinzième des qualifications ; et Yevgen Yudenkov (), vingt-troisième des qualifications ; ont du se retirer de la finale.
| Rang               | Gymnaste        | Pays        | Sol    | Cheval d'arçon | Anneaux | Saut   | Barres parallèles | Barre fixe | Total  |
| ------------------ | --------------- | ----------- | ------ | -------------- | ------- | ------ | ----------------- | ---------- | ------ |
| Médaille d'or      | Nikita Nagornyy | Russie      | 15,041 | 14,566         | 14,633  | 15,066 | 15,300            | 14,166     | 88,772 |
| Médaille d'argent  | Artur Dalaloyan | Russie      | 15,200 | 14,000         | 14,433  | 14,066 | 15,233            | 14,233     | 87,165 |
| Médaille de bronze | Oleh Vernyayev  | Ukraine     | 14,166 | 14,866         | 14,000  | 14,800 | 15,475            | 13,666     | 86,973 |
| 4                  | Xiao Ruoteng    | Chine       | 15,025 | 15,000         | 13,933  | 14,800 | 15,266            | 12,666     | 86,690 |
| 5                  | Sun Wei         | Chine       | 14,033 | 14,991         | 13,966  | 14,600 | 14,933            | 14,000     | 86,523 |
| 6                  | Kazuma Kaya     | Japon       | 14,300 | 14,566         | 14,300  | 14,000 | 15,000            | 13,733     | 85,899 |
| 7                  | Sam Mikulak     | États-Unis  | 14,400 | 13,000         | 14,000  | 14,266 | 15,325            | 14,700     | 85,691 |
| 8                  | Joe Fraser      | Royaume-Uni | 14,166 | 13,800         | 13,966  | 14,266 | 14,900            | 13,766     | 85,098 |
| 9                  | Petro Pakhnyuk  | Ukraine     | 14,033 | 14,233         | 13,433  | 14,566 | 14,900            | 13,766     | 84,931 |
| 10                 | Carlos Yulo     | Philippines | 14,633 | 12,816         | 13,666  | 14,600 | 14,833            | 13,500     | 84,048 |
| 11                 |                 |             |        |                |         |        |                   |            |        |
| 12                 |                 |             |        |                |         |        |                   |            |        |
| 13                 |                 |             |        |                |         |        |                   |            |        |
| 14                 |                 |             |        |                |         |        |                   |            |        |
| 15                 |                 |             |        |                |         |        |                   |            |        |
| 16                 |                 |             |        |                |         |        |                   |            |        |
| 17                 |                 |             |        |                |         |        |                   |            |        |
| 18                 |                 |             |        |                |         |        |                   |            |        |
| 19                 |                 |             |        |                |         |        |                   |            |        |
| 20                 |                 |             |        |                |         |        |                   |            |        |
| 21                 |                 |             |        |                |         |        |                   |            |        |
| 22                 |                 |             |        |                |         |        |                   |            |        |
| 23                 |                 |             |        |                |         |        |                   |            |        |
| 24                 |                 |             |        |                |         |        |                   |            |        |

#### Anneaux
| Rang               | Nom                    | Pays      | Score D | Score E | Pénalité | Total  |
| ------------------ | ---------------------- | --------- | ------- | ------- | -------- | ------ |
| Médaille d'or      | İbrahim Çolak          | Turquie   | 6,200   | 8,733   | -        | 14,933 |
| Médaille d'argent  | Marco Lodadio          | Italie    | 6,300   | 8,600   | -        | 14,900 |
| Médaille de bronze | Samir Aït Saïd         | France    | 6,200   | 8,600   | -        | 14,800 |
| 4                  | Elefthérios Petroúnias | Grèce     | 6,300   | 8,433   | -        | 14,733 |
| 5                  | Arthur Zanetti         | Brésil    | 6,200   | 8,525   | -        | 14,725 |
| 6                  | Denis Ablyazin         | Russie    | 6,300   | 8,366   | -        | 14,666 |
| 7                  | Artur Tovmasyan        | Arménie   | 6,100   | 8,100   | -        | 14,200 |
| 8                  | Nick Klessing          | Allemagne | 6,100   | 8,066   | -        | 14,166 |

#### Arçons
| Rang               | Nom              | Pays           | Score D | Score E | Pénalité | Total  |
| ------------------ | ---------------- | -------------- | ------- | ------- | -------- | ------ |
| Médaille d'or      | Max Whitlock     | Royaume-Uni    | 7,000   | 8,500   | -        | 15,500 |
| Médaille d'argent  | Lee Chih-kai     | Taipei chinois | 6,500   | 8,933   | -        | 15,433 |
| Médaille de bronze | Rhys McClenaghan | Irlande        | 6,400   | 9,000   | -        | 15,400 |
| 4                  | Zou Jingyuan     | Chine          | 6,300   | 8,700   | -        | 15,000 |
| 5                  | Kazuma Kaya      | Japon          | 6,600   | 8,266   | -        | 14,866 |
| 6                  | Cyril Tommasone  | France         | 6,300   | 8,533   | -        | 14,833 |
| 7                  | Shiao Yu-Jan     | Taipei chinois | 6,000   | 8,733   | -        | 14,733 |
| 8                  | David Belyavskiy | Russie         | 6,400   | 7,166   | -        | 13,566 |

#### Barre fixe
| Rang               | Nom             | Pays           | Score D | Score E | Pénalité | Total  |
| ------------------ | --------------- | -------------- | ------- | ------- | -------- | ------ |
| Médaille d'or      | Arthur Mariano  | Brésil         | 6,300   | 8,600   | -        | 14,900 |
| Médaille d'argent  | Tin Srbić       | Croatie        | 6,200   | 8,466   | -        | 14,666 |
| Médaille de bronze | Artur Dalaloyan | Russie         | 6,100   | 8,433   | -        | 14,533 |
| 4                  | Daiki Hashimoto | Japon          | 6,200   | 8,033   | -        | 14,233 |
| 5                  | Sam Mikulak     | États-Unis     | 6,300   | 7,766   | -        | 14,066 |
| 6                  | Lin Chaopan     | Chine          | 6,200   | 7,833   | -        | 14,033 |
| 7                  | Tyson Bull      | Australie      | 6,000   | 7,200   | -        | 13,200 |
| 8                  | Tang Chia-hung  | Taipei chinois | 5,800   | 6,966   | -        | 12,766 |

#### Barres parallèles
| Rang               | Nom            | Pays        | Score D | Score E | Pénalité | Total  |
| ------------------ | -------------- | ----------- | ------- | ------- | -------- | ------ |
| Médaille d'or      | Joe Fraser     | Royaume-Uni | 6,600   | 8,400   | -        | 15,000 |
| Médaille d'argent  | Ahmet Önder    | Turquie     | 6,200   | 8,783   | -        | 14,983 |
| Médaille de bronze | Kazuma Kaya    | Japon       | 6,300   | 8,666   | -        | 14,966 |
| 4                  | Xiao Ruoteng   | Chine       | 6,400   | 8,566   | -        | 14,966 |
| 5                  | Ferhat Arıcan  | Turquie     | 6,500   | 8,400   | -        | 14,900 |
| 6                  | Sun Wei        | Chine       | 6,200   | 8,266   | -        | 14,466 |
| 7                  | Petro Pakhnyuk | Ukraine     | 6,500   | 7,700   | -        | 14,200 |
| 8                  | Lukas Dauser   | Allemagne   | 6,300   | 7,533   | -        | 13,833 |

#### Saut
| Rang               | Nom                 | Pays         | Saut 1  | Saut 1  | Saut 1 | Saut 1 | Saut 2  | Saut 2  | Saut 2 | Saut 2 | Total  |
| Rang               | Nom                 | Pays         | Score D | Score E | Pén.   | Total  | Score D | Score E | Pén.   | Total  | Total  |
| ------------------ | ------------------- | ------------ | ------- | ------- | ------ | ------ | ------- | ------- | ------ | ------ | ------ |
| Médaille d'or      | Nikita Nagornyy     | Russie       | 5,600   | 9,333   | -      | 14,933 | 5,600   | 9,400   | -      | 15,000 | 14,966 |
| Médaille d'argent  | Artur Dalaloyan     | Russie       | 5,600   | 9,333   | -      | 14,933 | 5,600   | 9,333   | -      | 14,933 | 14,933 |
| Médaille de bronze | Ihor Radivilov      | Ukraine      | 5,600   | 9,233   | -      | 14,833 | 5,600   | 9,066   | -      | 14,666 | 14,749 |
| 4                  | Marian Drăgulescu   | Roumanie     | 5,600   | 9,366   | -      | 14,966 | 5,400   | 8,883   | -      | 14,283 | 14,624 |
| 5                  | Dominick Cunningham | Royaume-Uni  | 5,200   | 9,366   | -      | 14,566 | 5,400   | 9,166   | -      | 14,566 | 14,566 |
| 6                  | Le Thanh Tung       | Viêt Nam     | 5,600   | 9,066   | -      | 14,666 | 5,200   | 9,200   | -      | 14,400 | 14,533 |
| 7                  | Shek Wai Hung       | Hong Kong    | 6,000   | 7,933   | -      | 13,933 | 6,000   | 9,000   | -      | 15,000 | 14,466 |
| 8                  | Yang Hak-seon       | Corée du Sud | 6,000   | 8,033   | -0,3   | 13,733 | 5,600   | 9,300   | -      | 14,900 | 14,316 |

#### Sol
| Rang               | Nom                 | Pays         | Score D | Score E | Pénalité | Total  |
| ------------------ | ------------------- | ------------ | ------- | ------- | -------- | ------ |
| Médaille d'or      | Carlos Yulo         | Philippines  | 6,500   | 8,800   | -        | 15,300 |
| Médaille d'argent  | Artem Dolgopyat     | Israël       | 6,400   | 8,800   | -        | 15,200 |
| Médaille de bronze | Xiao Ruoteng        | Chine        | 6,200   | 8,733   | -        | 14,933 |
| 4                  | Artur Dalaloyan     | Russie       | 6,200   | 8,600   | -        | 14,800 |
| 5                  | Lin Chaopan         | Chine        | 6,200   | 8,500   | -        | 14,700 |
| 6                  | Nikita Nagornyy     | Russie       | 6,200   | 8,266   | -0,3     | 14,166 |
| 7                  | Kim Han-sol         | Corée du Sud | 6,300   | 7,533   | -        | 13,833 |
| 8                  | Dominick Cunningham | Royaume-Uni  | 6,100   | 7,566   | -0,1     | 13,566 |

### Femmes

#### Concours général par équipes
Sur les 24 équipes ayant participé aux qualifications, seuls les 8 premières sont qualifiées pour la finale.
| Rang               | Équipe                      | Saut   | Barres asymétriques | Poutre | Sol    | Total   |
| ------------------ | --------------------------- | ------ | ------------------- | ------ | ------ | ------- |
| Médaille d'or      | États-Unis                  | 45,166 | 42,299              | 40,966 | 43,899 | 172,330 |
| Médaille d'or      | Simone Biles                | 15,400 | 14,600              | 14,433 | 15,333 | 172,330 |
| Médaille d'or      | Kara Eaker                  | -      | -                   | 14,000 | -      | 172,330 |
| Médaille d'or      | Sunisa Lee                  | -      | 14,733              | 12,533 | 14,233 | 172,330 |
| Médaille d'or      | Grace McCallum              | 14,600 | 12,966              | -      | -      | 172,330 |
| Médaille d'or      | Jade Carey                  | 15,166 | -                   | -      | 14,333 | 172,330 |
| Médaille d'argent  | Russie                      | 43,899 | 43,665              | 38,465 | 40,500 | 166,529 |
| Médaille d'argent  | Anastasiia Agafonova        | -      | 14,566              | 12,166 | -      | 166,529 |
| Médaille d'argent  | Lilia Akhaimova             | 14,733 | -                   | 12,533 | 13,600 | 166,529 |
| Médaille d'argent  | Angelina Melnikova          | 14,533 | 14,333              | 13,766 | 13,900 | 166,529 |
| Médaille d'argent  | Aleksandra Shchekoldina     | 14,633 | -                   | -      | 13,000 | 166,529 |
| Médaille d'argent  | Daria Spiridonova           | -      | 14,766              | -      | -      | 166,529 |
| Médaille de bronze | Italie                      | 43,732 | 42,299              | 38,799 | 39,966 | 164,796 |
| Médaille de bronze | Desiree Carofiglio          | -      | -                   | -      | 13,333 | 164,796 |
| Médaille de bronze | Alice D'Amato               | 14,533 | 14,133              | -      | -      | 164,796 |
| Médaille de bronze | Asia D'Amato                | 14,533 | -                   | 13,266 | 13,333 | 164,796 |
| Médaille de bronze | Elisa Iorio                 | -      | 13,900              | 11,933 | -      | 164,796 |
| Médaille de bronze | Giorgia Villa               | 14,666 | 14,266              | 13,600 | 13,300 | 164,796 |
| 4                  | Chine                       | 43,066 | 40,199              | 40,599 | 40,366 | 164,230 |
| 4                  | Chen Yile                   | -      | 13,733              | 14,000 | -      | 164,230 |
| 4                  | Li Shijia                   | 14,166 | -                   | 14,266 | -      | 164,230 |
| 4                  | Liu Tingting                | -      | 11,900              | 12,333 | 13,433 | 164,230 |
| 4                  | Qi Qi                       | 14,600 | -                   | -      | 13,433 | 164,230 |
| 4                  | Tang Xijing                 | 14,300 | 14,566              | -      | 13,500 | 164,230 |
| 5                  | France                      | 43,599 | 40,565              | 38,732 | 40,732 | 163,628 |
| 5                  | Marine Boyer                | -      | -                   | 13,833 | 13,266 | 163,628 |
| 5                  | Lorette Charpy              | -      | 14,033              | 12,666 | -      | 163,628 |
| 5                  | Mélanie de Jesus dos Santos | 14,733 | 14,366              | 12,233 | 14,166 | 163,628 |
| 5                  | Aline Friess                | 14,900 | -                   | -      | 13,300 | 163,628 |
| 5                  | Claire Pontlevoy            | 13,966 | 12,166              | -      | -      | 163,628 |
| 6                  | Royaume-Uni                 | 42,632 | 42,099              | 39,499 | 37,265 | 161,495 |
| 6                  | Rebecca Downie              | -      | 14,900              | 13,566 | -      | 161,495 |
| 6                  | Elissa Downie               | 14,566 | 14,033              | -      | -      | 161,495 |
| 6                  | Georgia-Mae Fenton          | -      | 13,166              | 12,233 | 11,933 | 161,495 |
| 6                  | Taeja James                 | 13,800 | -                   | -      | 13,266 | 161,495 |
| 6                  | Alice Kinsella              | 14,266 | -                   | 13,700 | 12,066 | 161,495 |
| 7                  | Canada                      | 43,033 | 39,899              | 37,965 | 39,666 | 160,563 |
| 7                  | Elsabeth Black              | 14,200 | 14,033              | 13,366 | 13,433 | 160,563 |
| 7                  | Brooklyn Moors              | 14,133 | 12,533              | 12,466 | 13,200 | 160,563 |
| 7                  | Shallon Olsen               | 14,700 | -                   | -      | 13,033 | 160,563 |
| 7                  | Anne-Marie Padurariu        | -      | -                   | 12,133 | -      | 160,563 |
| 7                  | Victoria Woo                | -      | 13,333              | -      | -      | 160,563 |
| 8                  | Pays-Bas                    | 42,732 | 39,098              | 37,432 | 40,165 | 159,427 |
| 8                  | Eythora Thorsdottir         | 14,466 | -                   | 11,400 | 13,633 | 159,427 |
| 8                  | Naomi Visser                | 14,066 | 14,066              | 13,166 | -      | 159,427 |
| 8                  | Tisha Volleman              | 14,200 | -                   | -      | 13,566 | 159,427 |
| 8                  | Lieke Wevers                | -      | 12,466              | -      | 12,966 | 159,427 |
| 8                  | Sanne Wevers                | -      | 12,566              | 12,866 | -      | 159,427 |

#### Concours général individuel
| Rang               | Gymnaste                    | Pays        | Saut   | Barres asymétriques | Poutre | Sol    | Total  |
| ------------------ | --------------------------- | ----------- | ------ | ------------------- | ------ | ------ | ------ |
| Médaille d'or      | Simone Biles                | États-Unis  | 15,233 | 14,733              | 14,633 | 14,400 | 58,999 |
| Médaille d'argent  | Tang Xijing                 | Chine       | 14,166 | 14,533              | 14,600 | 13,600 | 56,899 |
| Médaille de bronze | Angelina Melnikova          | Russie      | 14,433 | 13,900              | 14,000 | 14,066 | 56,399 |
| 4                  | Ellie Black                 | Canada      | 14,566 | 14,133              | 14,000 | 13,533 | 56,232 |
| 5                  | Nina Derwael                | Belgique    | 13,600 | 15,200              | 13,733 | 13,500 | 56,033 |
| 6                  | Elisabeth Seitz             | Allemagne   | 14,600 | 14,866              | 13,233 | 13,300 | 55,999 |
| 7                  | Flávia Saraiva              | Brésil      | 14,466 | 13,300              | 14,033 | 13,933 | 55,732 |
| 8                  | Sunisa Lee                  | États-Unis  | 14,466 | 13,133              | 13,833 | 14,200 | 55,632 |
| 9                  | Li Shijia                   | Chine       | 14,433 | 13,366              | 14,000 | 13,300 | 55,099 |
| 10                 | Sarah Voss                  | Allemagne   | 14,500 | 13,666              | 13,866 | 12,866 | 54,898 |
| 11                 | Aline Friess                | France      | 14,966 | 13,600              | 13,066 | 13,166 | 54,798 |
| 12                 | Alice Kinsella              | Royaume-Uni | 14,266 | 13,766              | 13,800 | 12,933 | 54,765 |
| 13                 | Asuka Teramoto              | Japon       | 14,600 | 14,000              | 13,366 | 12,700 | 54,666 |
| 14                 | Brooklyn Moors              | Canada      | 14,166 | 13,266              | 13,500 | 13,566 | 54,498 |
| 15                 | Diana Varinska              | Ukraine     | 13,500 | 14,133              | 13,333 | 13,400 | 54,366 |
| 16                 | Giorgia Villa               | Italie      | 14,700 | 14,333              | 12,633 | 12,566 | 54,232 |
| 17                 | Hitomi Hatakeda             | Japon       | 13,800 | 13,866              | 13,533 | 12,733 | 53,932 |
| 18                 | Giulia Steingruber          | Suisse      | 14,933 | 12,500              | 13,366 | 13,233 | 53,866 |
| 19                 | Georgia Godwin              | Australie   | 13,733 | 13,500              | 13,366 | 13,233 | 53,832 |
| 20                 | Mélanie de Jesus dos Santos | France      | 14,633 | 11,933              | 13,500 | 13,500 | 53,566 |
| 21                 | Cintia Rodríguez            | Espagne     | 13,333 | 13,700              | 11,833 | 12,600 | 51,466 |
| 22                 | Lilia Akhaimova             | Russie      | 14,533 | 12,066              | 11,400 | 13,466 | 51,465 |
| 23                 | Naomi Visser                | Pays-Bas    | 13,266 | 12,100              | 13,600 | 12,200 | 51,166 |
| 24                 | Elisa Iorio                 | Italie      | 13,266 | DNS                 | 12,666 | 12,866 | DNF    |

#### Barres asymétriques
| Rang               | Nom                        | Pays        | Score D | Score E | Pénalité | Total  |
| ------------------ | -------------------------- | ----------- | ------- | ------- | -------- | ------ |
| Médaille d'or      | Nina Derwael               | Belgique    | 6.500   | 8.733   |          | 15.233 |
| Médaille d'argent  | Rebecca Downie             | Royaume-Uni | 6.500   | 8.500   |          | 15.000 |
| Médaille de bronze | Sunisa Lee                 | États-Unis  | 6.400   | 8.400   |          | 14.800 |
| 4                  | Angelina Melnikova         | Russie      | 6.300   | 8.433   |          | 14.733 |
| 5                  | Simone Biles               | États-Unis  | 6.200   | 8.500   |          | 14.700 |
| 6                  | Daria Spiridonova          | Russie      | 6.300   | 8.333   |          | 14.633 |
| 7                  | Liu Tingting (gymnastique) | Chine       | 5.900   | 8.500   |          | 14.400 |
| 8                  | Elisabeth Seitz            | Allemagne   | 6.000   | 7.566   |          | 13.566 |

#### Poutre
| Rang               | Nom                         | Pays       | Score D | Score E | Pénalité | Total  |
| ------------------ | --------------------------- | ---------- | ------- | ------- | -------- | ------ |
| Médaille d'or      | Simone Biles                | États-Unis | 6.400   | 8.666   |          | 15.066 |
| Médaille d'argent  | Liu Tingting                | Chine      | 6.200   | 8.233   |          | 14.433 |
| Médaille de bronze | Li Shijia                   | Chine      | 6.100   | 8.300   | -0.1     | 14.300 |
| 4                  | Kara Eaker                  | États-Unis | 5.900   | 8.100   |          | 14.000 |
| 5                  | Mélanie de Jesus dos Santos | France     | 5.500   | 8.466   |          | 13.966 |
| 6                  | Flávia Saraiva              | Brésil     | 5.700   | 7.700   |          | 13.400 |
| 7                  | Sarah Voss                  | Allemagne  | 5.400   | 7.866   |          | 13.266 |
| 8                  | Anne-Marie Padurariu        | Canada     | 5.600   | 6.333   |          | 11.933 |

#### Saut
| Rang               | Nom             | Pays         | Saut 1  | Saut 1  | Saut 1 | Saut 1 | Saut 2  | Saut 2  | Saut 2 | Saut 2 | Total  |
| Rang               | Nom             | Pays         | Score D | Score E | Pén.   | Total  | Score D | Score E | Pén.   | Total  | Total  |
| ------------------ | --------------- | ------------ | ------- | ------- | ------ | ------ | ------- | ------- | ------ | ------ | ------ |
| Médaille d'or      | Simone Biles    | États-Unis   | 6.000   | 9.333   |        | 15.333 | 5.800   | 9.666   |        | 15.466 | 15.399 |
| Médaille d'argent  | Jade Carey      | États-Unis   | 6.000   | 9.166   |        | 15.166 | 5.800   | 9.100   | -0.3   | 14.600 | 14.883 |
| Médaille de bronze | Elissa Downie   | Royaume-Uni  | 5.400   | 9.200   |        | 14.600 | 6.000   | 9.033   |        | 15.033 | 14.816 |
| 4                  | Shallon Olsen   | Canada       | 5.400   | 9.200   |        | 14.600 | 6.000   | 8.866   |        | 14.866 | 14.733 |
| 5                  | Qi Qi           | Chine        | 5.400   | 9.200   |        | 14.600 | 5.800   | 8.900   |        | 14.700 | 14.650 |
| 6                  | Alexa Moreno    | Mexique      | 5.800   | 8.766   | -0.1   | 14.466 | 5.600   | 9.200   |        | 14.800 | 14.633 |
| 7                  | Lilia Akhaimova | Russie       | 5.800   | 8.900   |        | 14.700 | 5.600   | 8.733   | -0.3   | 14.033 | 14.366 |
| 8                  | Seojeong Yeo    | Corée du Sud | 6.200   | 8.033   | -0.3   | 13.933 | 5.400   | 9.033   |        | 14.433 | 14.183 |

#### Sol
| Rang               | Nom                         | Pays       | Score D | Score E | Pénalité | Total  |
| ------------------ | --------------------------- | ---------- | ------- | ------- | -------- | ------ |
| Médaille d'or      | Simone Biles                | États-Unis | 6.700   | 8.533   | -0.1     | 15.133 |
| Médaille d'argent  | Sunisa Lee                  | États-Unis | 5.700   | 8.433   |          | 14.133 |
| Médaille de bronze | Angelina Melnikova          | Russie     | 5.800   | 8.266   |          | 14.066 |
| 4                  | Flávia Saraiva              | Brésil     | 5.500   | 8.466   |          | 13.966 |
| 5                  | Mélanie de Jesus dos Santos | France     | 5.500   | 8.433   | -0.1     | 13.833 |
| 6                  | Roxana Popa                 | Espagne    | 5.400   | 8.400   |          | 13.800 |
| 7                  | Brooklyn Moors              | Canada     | 5.300   | 8.400   | -0.1     | 13.600 |
| 8                  | Lilia Akhaimova             | Russie     | 6.000   | 7.800   | -0.3     | 13.500 |